# Etheostoma scotti
Etheostoma scotti è un piccolo pesce d'acqua dolce appartenente alla famiglia Percidae.

## Distribuzione e habitat
Questa specie è diffusa nelle acque dolci di ruscelli, torrenti e piccole polle d'acqua lenta nel bacino idrografico del fiume Etowah in Georgia, USA.

## Descrizione
Presenta un corpo allungato e compresso ai fianchi, con testa triangolare e occhi grandi. Come gli altri Etheostoma possiede due pinne dorsali, entrambe alte e ampie: la seconda dorsale è opposta e simmetrica alla pinna anale. Le pinne ventrali e pettorali sono ampie. La pinna caudale è a delta. La livrea presenta un colore di fondo bruno-arancio, più scuro sul dorso, arancio vivo sul ventre e lungo i fianchi, finemente marezzato di scuro sul dorso. Il corpo è solcato verticalmente da una serie di fasce irregolari nere, che tendono ad unirsi sulla linea laterale.  La prima pinna dorsale è color ruggine, con l'attaccatura bruna, e una macchia rossa irregolare. La seconda dorsale è ruggine e bruna, le pinne pettorali sono trasparenti con i raggi ruggine, le altre pinne sono grigio-azzurre con riflessi rossastri. 

I maschi, più grandi delle femmine, raggiungono una lunghezza massima di 5 cm

## Alimentazione
E. scotti si nutre di larve di chironomidi, molluschi, piccoli insetti acquatici e detriti vegetali